# أل ديفيس
أل ديفيس (بالإنجليزية: Al Davis)‏ هو سياسي أمريكي، ولد في 28 يوليو 1952 في هاينيس في الولايات المتحدة.

## وصلات خارجية
- الموقع الرسمي